# Ana Larraz Galé
Ana Larraz Galé (Zaragoza, 1964) es escritora y editora española. Ha publicado más de 15 libros, especializándose en novela histórica, romántica y literatura infantil.

## Trayectoria
Ana Larraz estudió Arquitectura Técnica en la Universidad de Valencia. Pasó su infancia en el pueblo de Tauste. Actualmente vive en Canarias, concretamente en Santa Brígida. 
Inicia su andadura literaria en 2013, y en 2016 publicó su primera novela en solitario, La fotografía. Historia de un soldado, basada en las 143 cartas que su abuelo envió desde el frente antes de desaparecer durante la Guerra Civil.  
Después llegaron Retazos del pasado, una novela corta acompañada de cinco relatos, y Gente de orden (2018), que narra la vida de una familia de labradores durante la Segunda República. En 2019 vio la luz Alicia Salanueva, protagonizada por una mujer que, en pleno 1937, decide romper con los convencionalismos de su época. Poco después publicó Pinceladas de una escritora, una recopilación de sus primeros relatos. 
En 2020 presentó Merceditas Laserna, la historia de una joven que abandona todo por amor. El 14 de febrero de 2021 se publicó Por un verso, una novela romántica contemporánea en la que Gustavo Adolfo Bécquer cobra vida como personaje. Le siguió Sonata para Gabriela (2022), inspirada en hechos reales, donde la música une a los protagonistas. 
En febrero de 2023 lanzó Nuestro momento, una novela histórica protagonizada, una vez más, por una mujer joven y decidida. Ese mismo año inició la colección infantil Las aventuras de Tina y Ro, de la que ya se han publicado varios títulos. 
Fundó la editorial independiente Ediciones con Alma en 2021. 
Ha participado en diferentes antologías con varios autores como Canarias y el mar, Una hora menos, o Amor Km 0. Publicaciones suyas han aparecido en revistas literarias como Horizontes de letras y Demencia. 

## Obras
- La fotografía. Historia de un soldado. 2016 [12]
- Retazos del pasado. 2018 [13]
- Gente de orden. 2018 [14]
- Alicia Salanueva. 2019
- Pinceladas de una escritora. 2019
- Merceditas Laserna. 2020 [15]
- Por un verso.  2021
- Sonata para Gabriela. 2022
- Nuestro momento. 2023 [16]
- La carta. 2023
- Verdades ocultas. El misterio de Calatañazor. 2025

Literatura infantil:
- Colorea con Tina y Ro. 2021
- Las aventuras de Tina y Ro.  2023 [17]
- Tina y Ro. La navidad. 2023
- Tina y Ro al cole. 2023
- Tina y Ro. Un regalo para Ro. 2024
- Tina y Ro (inglés). 2024
- Tina y Ro en el hospital. 2024
- Tina y Ro. Halloween. 2024
- Tina y Ro en el parque. 2025